# Malte Jaeger

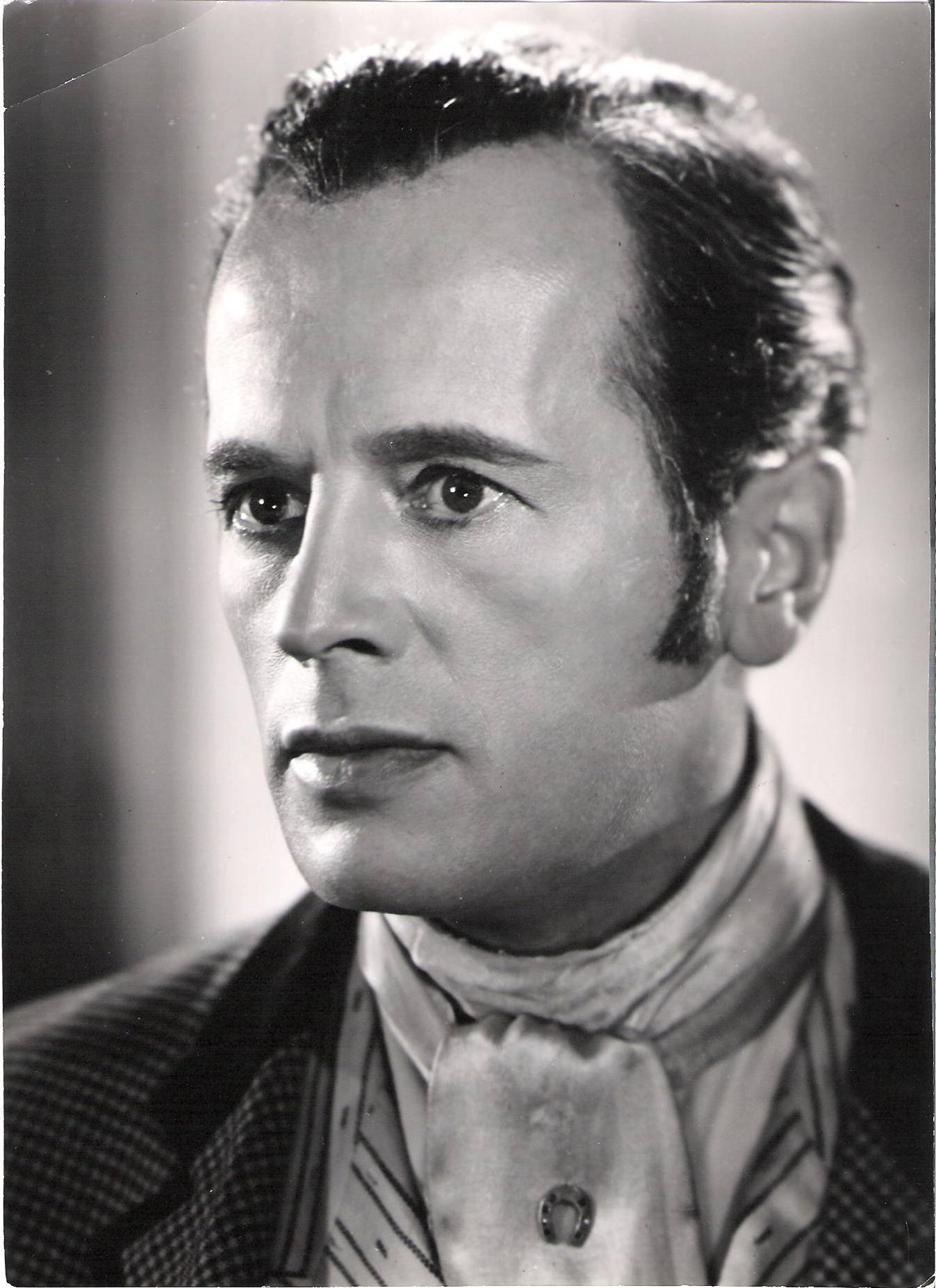
Malte Jaeger, 1955.

Malte Jaeger, även Malte Jäger, född 4 juli 1911 i Hannover, död 10 januari 1991 i Ladelund, var en tysk skådespelare. Medverkade från 1930-talet och fram till 1990 i tysk film och TV-produktioner.

## Filmografi, urval
- 1939 – Luftens rivaler
- 1940 – Jud Süss
- 1944 – Näckrosen
- 1944 – I tonernas värld
- 1945 – Via Mala
- 1955 – Sanningen om 20 juli
- 1960 – Am grünen Strand der Spree (TV-serie)
- 1987 – Das Erbe der Guldenburgs (TV-serie)